# Chittagong Port Authority

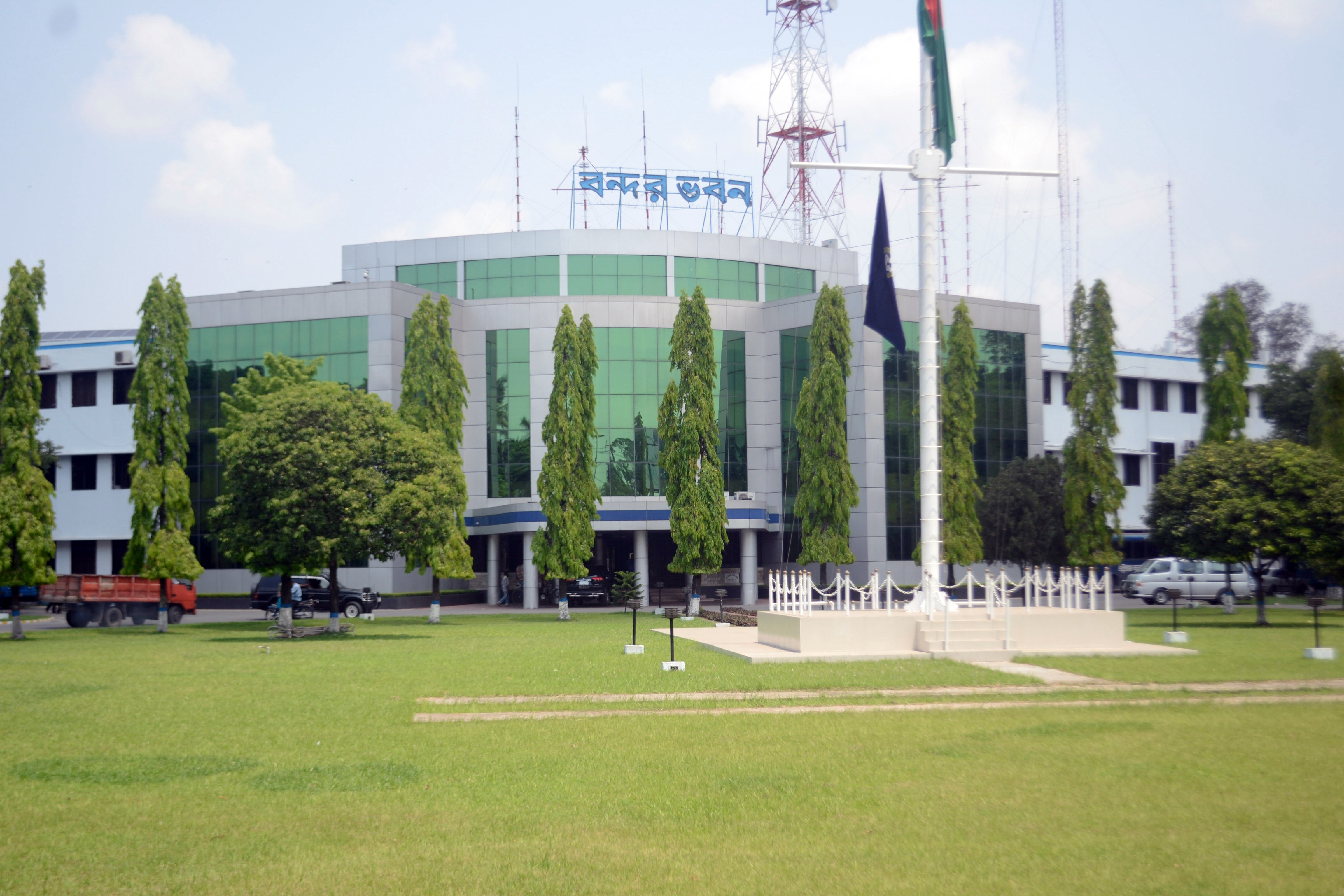
Chittagong Port Authority

Die Chittagong Port Authority (CPA, bengalisch চট্টগ্রাম বন্দর কর্তৃপক্ষ Caṭṭagrām Bandar Kartṛpakṣa), zu deutsch Hafenbehörde Chittagong, ist eine Regierungsbehörde Bangladeschs, die für die Verwaltung des wichtigsten Hafens des Landes, den Hafen von Chittagong, in der Stadt Chittagong am Karnaphuli, neun Seemeilen vom Ufer des Golf von Bengalen im Indischen Ozean entfernt, zuständig ist. Die CPA ist Teil des Ministeriums für Schifffahrt.

## Geschichte
Der Hafen von Chittagong ist seit mindestens dem 4. Jahrhundert v. Chr. in Betrieb und wurde in der Neuzeit von Hafenbeauftragten und der Hafenbahn nach dem Port Commissioner’s Act von 1887 in Britisch-Indien verwaltet. Nach der Teilung Indiens 1947 und einem anschließenden Anstieg des Hafenverkehrs begann die moderne Chittagong Port Authority 1960 ihre Existenz als Chittagong Port Trust. Aufgrund der anhaltenden Expansion und mangelnder effektiver Regierungsführung erhielt der Port Trust nach dem Bangladesch-Krieg einen teilautonomen Status innerhalb der Regierung und wurde 1976 in Chittagong Port Authority umbenannt.

## Aufgaben
Neben der Verwaltung des Hafens und der Umsetzung von Hafenentwicklungsplänen erbringt das CPA Bildungs-, Medizin-, Kultur- und Sportdienstleistungen für seine Mitarbeiter und die Bevölkerung der Region. Die Behörde betreibt ein 150-Betten-Krankenhaus, 2 Gymnasien, 5 Grundschulen, ein Massenbildungszentrum, einige Moscheen und einige Tempel, in denen Mitarbeiter der Behörde und einfache Menschen der Region entsprechende Dienstleistungen kostenlos erhalten.

## Galerie

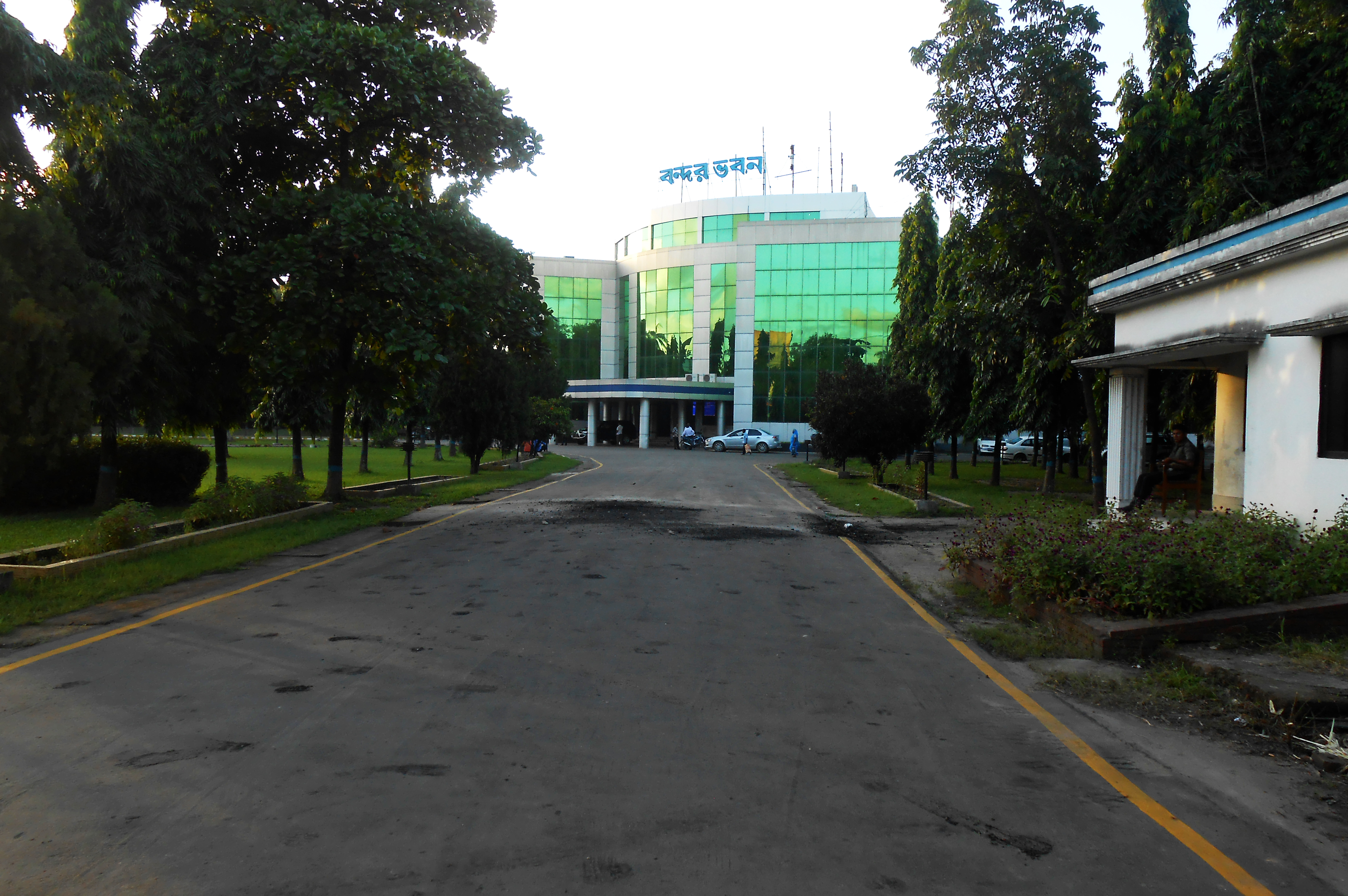
Eingang
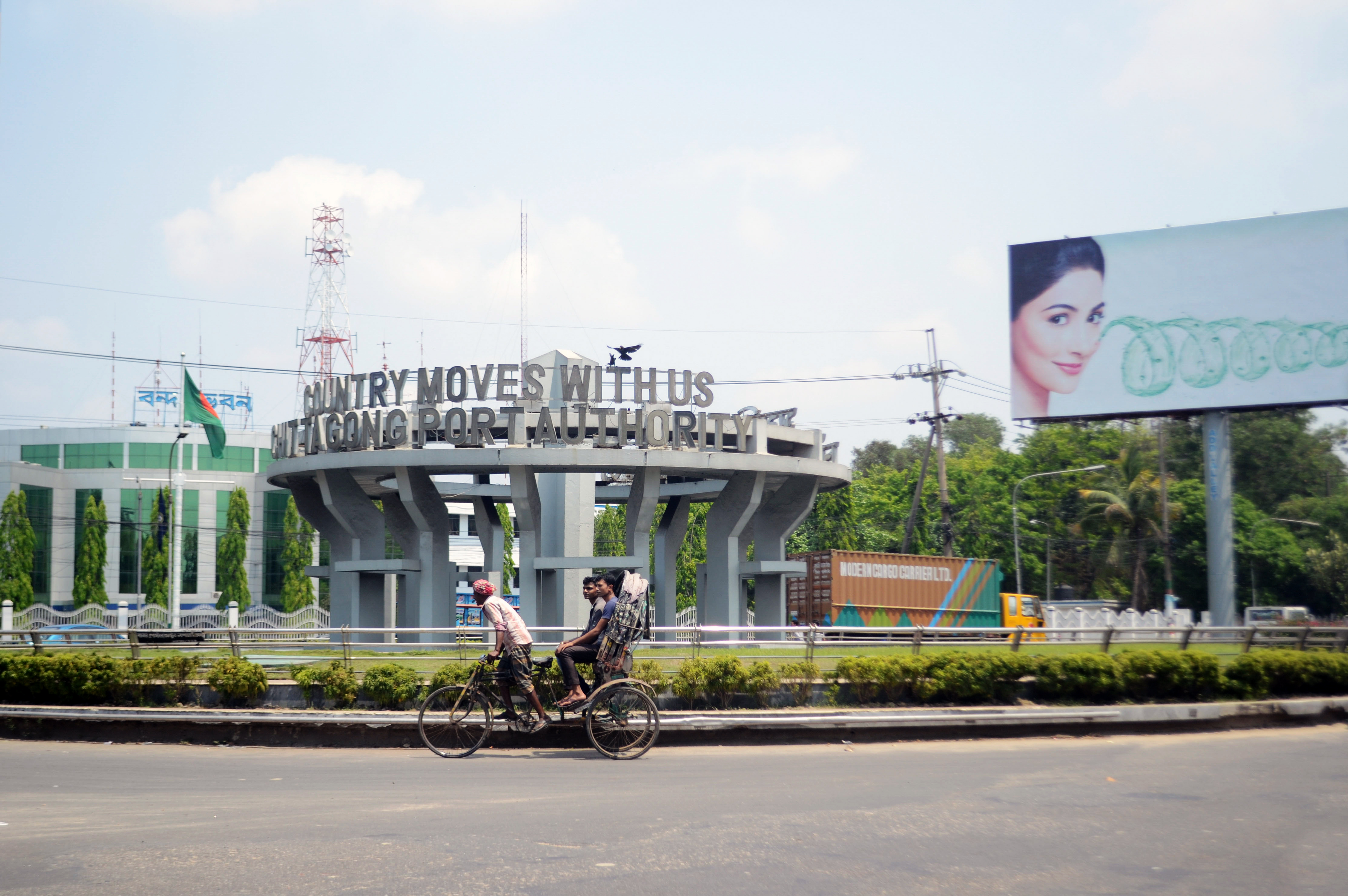
Chittagong Port Authority Circle (Kreisel der Hafenbehörde Chittagong)